# Johann Friedrich Julius Schmidt
Pour les articles homonymes, voir Schmidt.
Johann Friedrich Julius Schmidt (25 octobre 1825 à Eutin en duché d'Oldenbourg– 7 février 1884 à Athènes en Grèce) est un astronome, sélénographe et géophysicien allemand.

## Biographie
Comme étudiant dans un gymnasium à Hambourg, il impressionne pour son sens des formes et ses dons pour le dessin et montre un fort intérêt pour les sciences. À l'âge de 14 ans, il entre en possession d'une copie du Selenotopographische Fragmente par Johann Hieronymus Schröter, et cet événement déclenche un intérêt de toute une vie pour la sélénographie, l'étude de la Lune. Il étudie à Hambourg et visite l'observatoire d'Altona (de), où il prend connaissance de la célèbre carte de la Lune faite par Wilhelm Beer et Johann Heinrich Mädler.
Rümker lui enseigne les bases de l'observation astronomique (1842-1845). En 1845, il obtient un poste d'assistant à l'observatoire privé Benzenberg situé à Bilk près de Düsseldorf, mais un an plus tard il rejoint l'observatoire de Bonn (de) sous la direction de Friedrich Wilhelm Argelander. C'est là qu'il devient membre de la Burschenschaft Fridericia Bonn en 1844 et est cofondateur de la Bonner Burschenschaft Frankonia en 1845. En 1853, il devient directeur de l'observatoire privé du baron von Unkrechtsberg à Olmütz. En 1858, il est nommé directeur du nouvel observatoire d'Athènes, où les ciels clairs sont très favorables pour l'observation astronomique, et où il passe le reste de sa carrière.
Il passe l'essentiel de sa carrière depuis sa jeunesse à dessiner la Lune, en préparant une carte de celle-ci. En 1866 il fait une déclaration étonnante en disant que le cratère Linné (en) a considérablement changé d'aspect, ce qui déclenche une controverse qui se poursuit pendant plusieurs décennies. Venant d'un observateur soigneux et aguerri, la déclaration a un certain poids ; cependant, cette affirmation est généralement considérée comme infondée.
En 1868, sa carte de la Lune est presque terminée, bien qu'il n'y apporte les touches finales qu'en 1874. C'est la première carte de la Lune à surpasser la célèbre carte de Beer et Mädler.
Le 24 novembre 1876 il découvre Nova Cygni, appelée également Q Cygni.
En 1878, Schmidt édite et publie l'ensemble des 25 sections d'une carte de la Lune faite par Wilhelm Gotthelf Lohrmann. Lohrmann a terminé sa carte en 1836 mais meurt en 1840 ; seules les quatre premières sections de sa carte ont été publiées en 1824.
Il étudie également le volcanisme et les phénomènes sismiques sur Terre, parfois au péril de sa vie. Il est un pionnier de l'usage du baromètre anéroïde pour mesurer les altitudes. Il publie une étude sur la géographie physique de la Grèce. Il obtient un doctorat honorifique de l'université de Bonn en 1868.
À son décès, le roi et la reine de Grèce assistent à l'oraison funèbre dans son laboratoire.
Le cratère Schmidt (en) sur la Lune est nommé d'après lui et deux autres personnes portant le même nom.

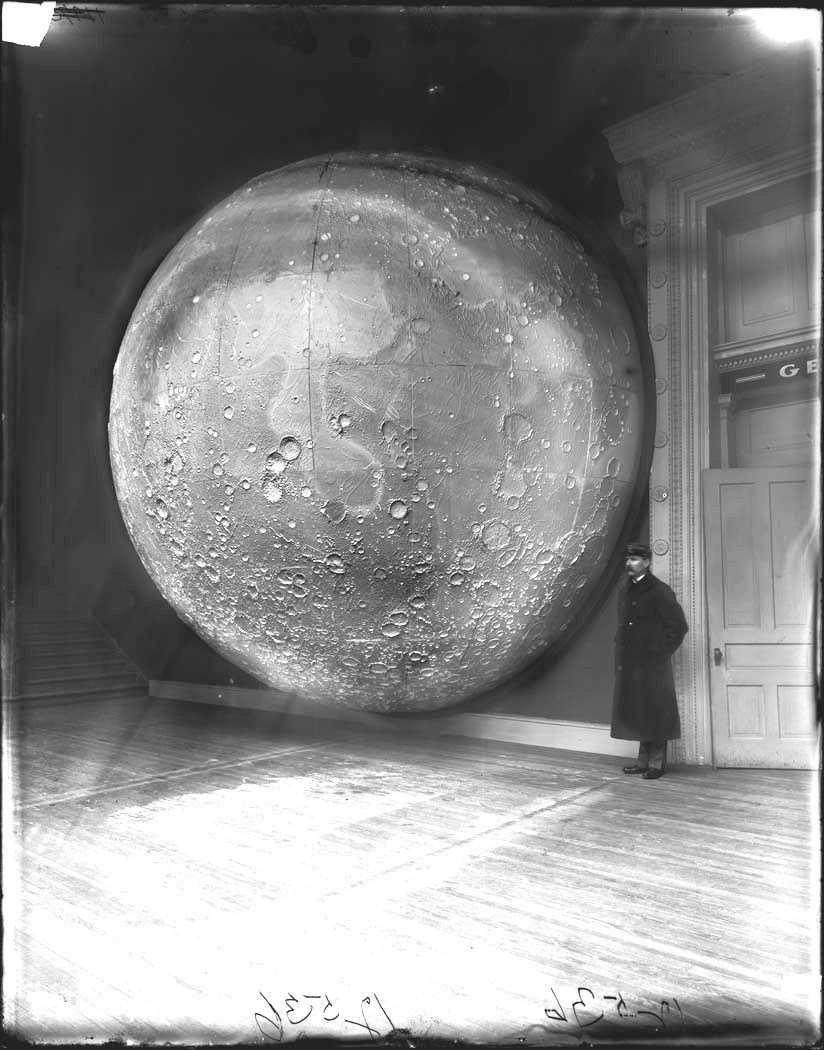
Maquette de la lune préparée par Johann Friedrich Julius Schmidt et exposée au Field Columbian Museum

### Notices nécrologiques
- (de) Astronomische Nachrichten, v. 108 (1884), p. 129-130.
- (en) Monthly Notices of the Royal Anstronomical Society, v. 45 (1885), p. 211-212.
- (en) The Observatory, v. 7 (1884), p. 118-119.